# Admiral Graf Spee
L'Admiral Graf Spee va ser un creuer pesant classe Deutschland, també anomenat cuirassat de butxaca, que serví a la Kriegsmarine durant la Segona Guerra Mundial. Va ser batejar en honor de l'almirall Maximilian von Spee, comandant de l'Esquadró d'Àsia oriental que lluità a les batalles de Coronel i de les illes Malvines durant la I Guerra Mundial. Va ser posat en grada a les drassanes Reichsmarinewerft de Wilhelmshaven el gener de 1936. El creuer estava limitat nominalment a un màxim de 10.000 tones imposades pel Tractat de Versalles, tot i que a plena càrrega desplaçava 16.020 tones, superant àmpliament les seves limitacions. Armat amb sis canons de 280 mm en dues torretes triples, L'Admiral Graf Spee i els seus bessons van ser dissenyats per vèncer qualsevol creuer que fos suficientment ràpid per capturar-los. La seva velocitat màxima era de 28 nusos (52 km/h), de manera que només un grapat de naus franceses i britàniques eren prou ràpides i poderoses per a caçar-lo i enfonsar-lo.
El creuer va efectuar cinc patrulles de no-intervenció durant la Guerra Civil Espanyola entre 1936 i 1938, i participà en la coronació del rei Jordi VI del Regne Unit al maig de 1937. L'Admiral Graf Spee va ser desplegat a l'Atlàntic Sud durant les setmanes prèvies a l'esclat de la Segona Guerra Mundial, per així estar a les rutes dels mercants quan esclatés el conflicte. Entre setembre i desembre de 1939 va enfonsar 9 vaixells que totalitzaven 50.089 tones d'arqueig, abans d'enfrontar-se a 3 creuers britànics en la batalla del Riu de la Plata el 13 de desembre. El Graf Spee causà grans danys a les naus britàniques, però els danys que patí l'obligaren a fer escala al port de Montevideo. Convençut per informes falsos sobre l'aproximació de nombroses forces britàniques, el comandant del creuer, Hans Langsdorff, ordenà enfonsar-lo. Les seves restes van ser parcialment desballestades in situ, tot i que part del vaixell encara és visible actualment sota la superfície de l'aigua.

## Construcció
Naus difícils de categoritzar, els classe Deutschland eren una mena de creuers molt blindats i armats que, en teoria, complien a les limitacions imposades a Alemanya pel Tractat de Versalles, però en realitat les excedien notablement. Superaven les característiques d'un creuer pesant, però no arribaven a igualar les d'un cuirassat, de manera que la premsa i les marines estrangeres els batejaren com a «cuirassats de butxaca». El Admiral Graff Spee va ser encarregat per la Reichsmarine a les drassanes Reichsmarinewerft de Wilhelmshaven. Ordenat com a Ersatz Braunschweig, reemplaçà el vell cuirassat de la reserva Braunschweig. La seva quilla va ser posada en grada l'1 d'octubre de 1932 amb el número de construcció 125, sent botat el 30 de juny de 1934. Va ser batejat per la filla de l'almirall Maximilian von Spee, de qui rebé el nom. Va ser completat durant un any i mig després, fins al 6 de gener de 1936, en què va ser posat en comissió a la flota alemanya.

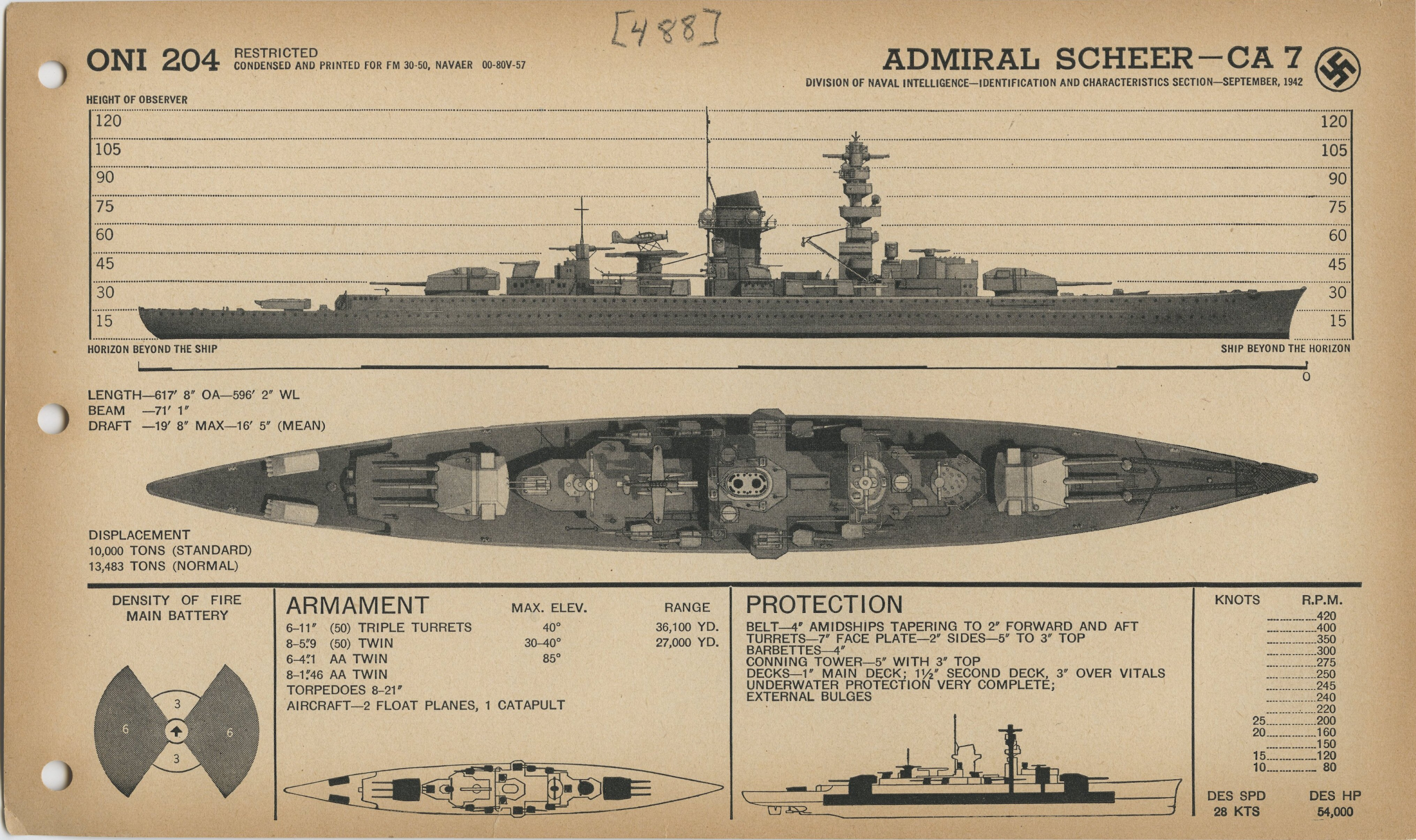
Dibuix de reconeixement d'un creuer classe Deutschland elaborat per la Marina dels Estats Units.

L'Admiral Graf Spee tenia una eslora total de 186 metres, una mànega de 21,65m i un calat màxim de 7,34m. El seu desplaçament segons els dissenys era de 16.020 tones, tot i que oficialment complia el límit de 10.000 imposat pel Tractat de Versalles. L'Admiral Graf Spee estava propulsat per quatre jocs de màquines dièsel MAN de 9 cilindres de doble efecte i de dos temps. La seva velocitat màxima era de 29,5 nusos (54,6 km/h) amb els seus 54.000 CV (40.000 kW), i a una velocitat de creuer de 20 nusos podia navegar 8.900 milles nàutiques (16.500 km). Segons els seus dissenys, la seva tripulació era de 33 oficials i 586 mariners, tot i que a partir de 1935 van ser incrementats fins a 1.000 tripulants.
L'armament principal de l'Admiral Graf Spee eren sis canons SK C/28 de 280mm muntats en dues torretes triples, una davant i l'altra darrere de la superestructura. Comptava a més amb una bateria secundària de 8 canons SK C/28 de 150mm agrupats en torretes individuals a ambdós costats del creuer. La seva bateria antiaèria original la componien tres canons de 88mm L/45, reemplaçats per sis K/78 de 88mm el 1935. El 1938 tots aquests canons van ser retirats per a donar cabuda a uns altres sis L/65 de 105 mm, quatre de 37mm i deu de 20mm. El creuer també portava un parell de tubs llançatorpedes quadruble de 533mm disposats a popa sobre la coberta i dos hidroavions Arado Ar 196 amb una catapulta pel seu enlairament.
El cinturó cuirassat l'Admiral Graf Spee tenia entre 60 i 80mm de gruix, la seva coberta superior 17mm, mentre que la coberta blindada principal entre 17 i 45mm de gruix. Les torretes de la bateria principal comptaven amb planxes de 140mm als fronts i de 80mm als laterals. L'Admiral Graf Spee va ser el primer vaixell de guerra alemany que disposava d'un equip de radar, un joc FMG G(gO) «Seetakt».

## Història
Després de ser comissionat el 1936, l'Admiral Graf Spee serví com a vaixell insígnia fins a 1938, realitzant tasques de control marítim internacional a les costes espanyoles durant la Guerra Civil Espanyola, realitzant 3 patrulles entre agost de 1936 i maig de 1937. Al seu viatge de retorn d'Espanya, l'Admiral Graf Spee va fer escala al Regne Unit per representar Alemanya a la Revista de la Coronació pel Rei Jordi VI el 28 de maig.
En concloure la Revista, l'Admiral Graf Spee tornà a Espanya per realitzar una quarta patrulla. Després de les maniobres de la flota i d'una breu visita a Suècia, el vaixell realitzà una cinquena i darrera patrulla a Espanya al febrer de 1938. Al novembre, el Kapitän zur See Hans Langsdorff en prengué el comandament de la nau, realitzant una sèrie de visites de bona voluntat a diversos ports estrangers durant l'any. S'inclogueren diversos creuers per l'Atlàntic, on s'aturà a Tànger i a Vigo. També participà en les maniobres de la flota en aigües alemanyes. Participà en les celebracions per la reintegració del port de Memel a Alemanya i a una Revista de la Flota en honor de l'almirall Miklós Horthy, el regent d'Hongria. Entre el 18 d'abril i el 17 de maig de 1939 realitzà un nou creuer per l'Atlàntic, aturant-se als ports de Ceuta i Lisboa.
Ja des d'abans de la invasió de Polònia al setembre de 1939 s'havien fet plans per desplegar els cuirassats de butxaca com a corsaris a l'oceà Atlàntic.

### Inici de la campanya

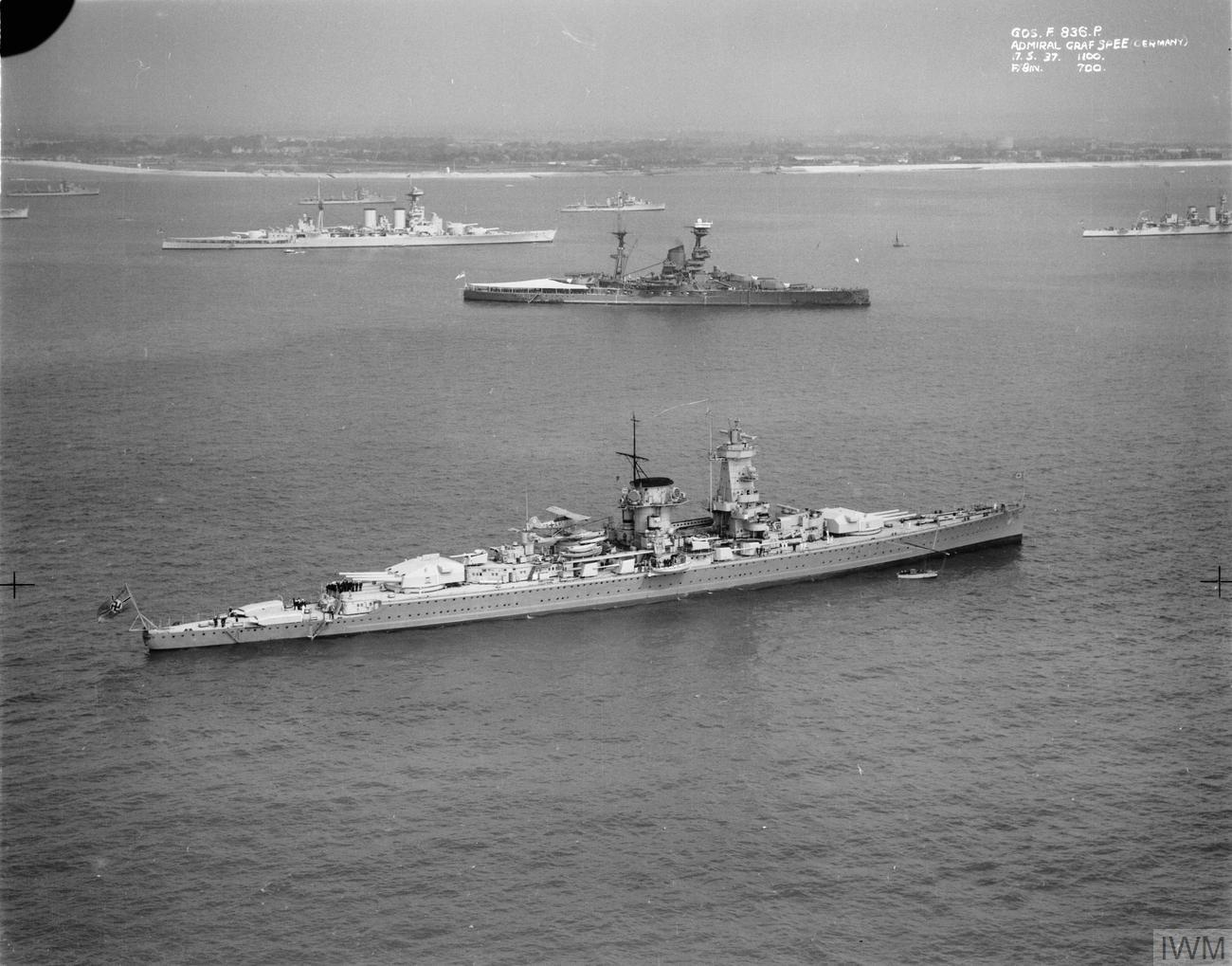
El Graf Spee a la rada de Spithead al 1937

El dilluns 21 d'agost de 1939, el cuirassat Admiral Graf Spee salpà del port de Wilhelmshaven per dirigir-se a l'Atlàntic sud. Molt pocs notaren la seva absència, i el fet escapà a la intel·ligència britànica.
En esclatar la guerra entre Alemanya i els Aliats, Adolf Hitler ordenà a la Kriegsmarine que comencessin a atacar el tràfic comercial Aliat. Malgrat tot, Hitler aturà la publicació de l'orde fins que va ser clar que Gran Bretanya no aprovaria un tractat de pau després de la conquesta de Polònia. L'Admiral Graf Spee tenia ordres d'atacar estrictament només vaixells de presa, la qual cosa requeria als corsaris aturar-se i buscar vaixells per contrabandejar abans d'enfonsar-los, així com per assegurar-se que les seves tripulacions eren evacuades en seguretat. Langsdorff tenia ordres d'evitar el combat, encara que fos contra oponents inferiors, i sovint canviava de posició. L'1 de setembre, el creuer es reuní amb el seu vaixell de subministrament, l'Altmark al sud-oest de les illes Canàries. Mentre que carregava combustible, Langsdorff va rebre l'ordre que l'equipament superflu fos transferit a L'Altmark; això incloïa diversos dels bots, la pintura inflamable i dos dels seus deu canons antiaeris de 2cm, que van ser instal·lats al petroler.
La missió final de l'Admiral Graf Spee consistia a actuar com a corsari a l'Atlàntic Sud, enfonsant vaixells mercants britànics sense entrar en combat contra forces enemigues, amenaçant així les línies vitals de subministrament aliades i distraient unitats navals britàniques de les seves bases en altres parts del món:
| «                                                           | 1. La seva primera missió consisteix en assolir l'Atlàntic sense deixar-se veure, evitant a temps tota nau que pogués aparèixer a l'horitzó. Observarà vostè la mateixa actitud, fins i tot després d'una possible ruptura d'hostilitats entre Anglaterra i Alemanya, en tant no rebi un telegrama ordenant-li començar les seves operacions. 2. La seva missió consistirà, des d'aleshores, en destruir per tots els mitjans les naus que assegurin l'abastiment de l'enemic. Evitarà encara, en la mesura que sigui possible, entrar en contacte amb navilis militars enemics. Tot i que aquests darrers siguin inferiors a vostè en potència, no els atacarà més que en cas que sigui indispensable per a prosseguir la seva missió principal: la destrucció del comerç. 3. Canviant sovint de zona d'operacions, sembrarà la inquietud al camp enemic, dificultat, conseqüentment, la navegació, tot i que no obtingui cap resultat directe. Farà créixer aquesta inquietud traslladant-se en certs moments a regions més allunyades... | » |
| — Orde del Comandament Naval alemany, Berlín, 1939, #GGC11C | |   |

Passats alguns dies, com que no es detectà que l'Admiral Graf Spee hagués entrat a cap port ni ancorat a cap rada, l'Almirallat britànic començà a preguntar-se el destí de la nau, fins a rebre un despatx que indicava «Un o dos cuirassats han abandonat els ports alemanys i no han pogut ésser localitzats després enlloc». L'Alt Comandament britànic disposà nombroses unitats de la Home Fleet per a situar-se als passos entre Groenlàndia, Islàndia, les illes Shetland i les Orcades; però muntaren guàrdia inútilment, car cap no descobrí cap vaixell de guerra estranger. L'Admiral Graf Spee i el Deutschland havien superat el pas i s'esvaïren a la immensitat de l'oceà.

### Corsari alemany en acció

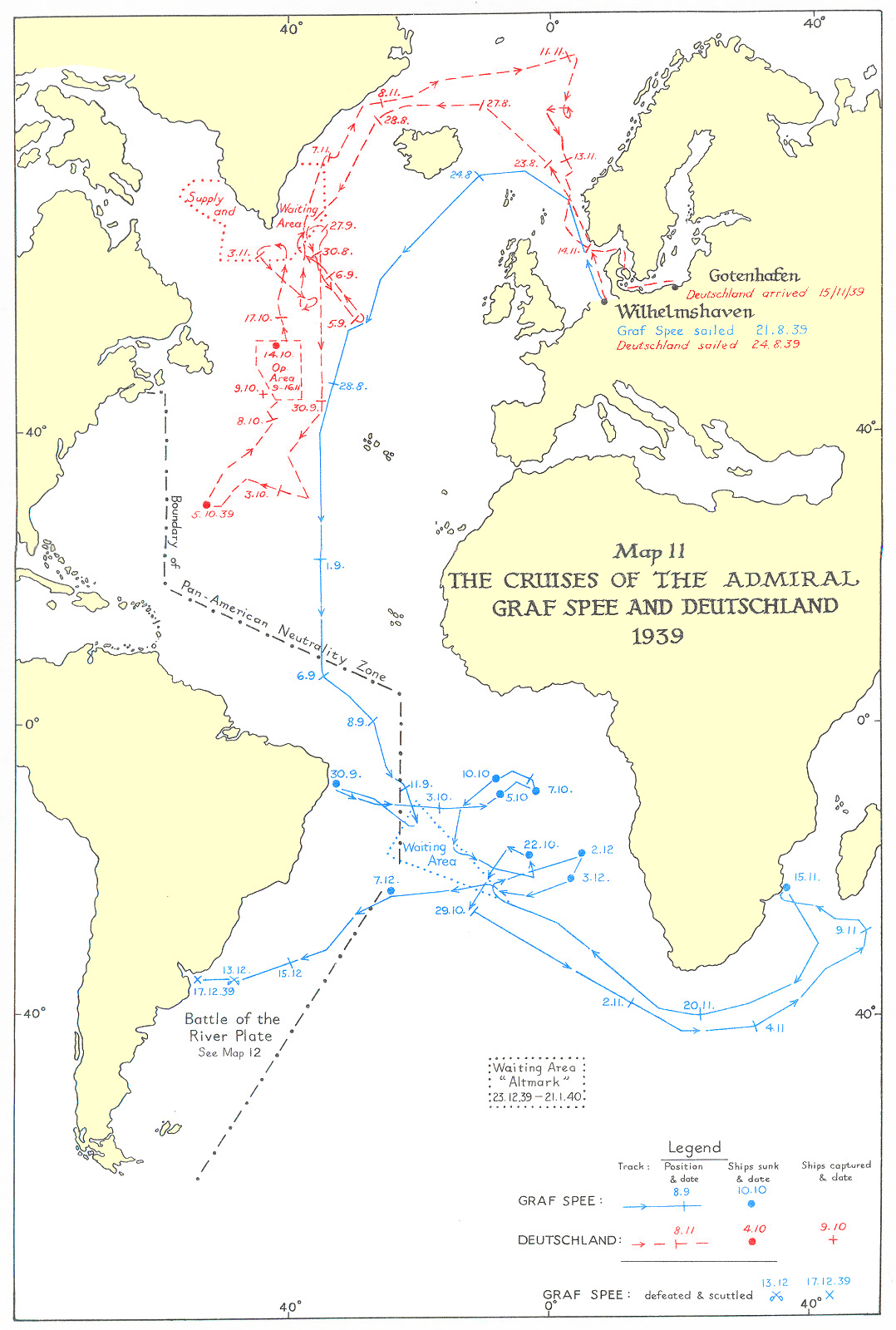
Mapa de les rutes de l'Admiral Graf Spee i del Deutschland

L'11 de setembre, mentre que encara estava transferint subministraments des de l'Altmark, l'Arado de l'Admiral Graf Spee va descobrir el creuer pesant britànic HMS Cumberland apropant-se cap als dos vaixells alemanys. Langsforff ordenà que els dos vaixells s'allunyessin a tota velocitat, aconseguint evadir-se del creuer britànic. El 26 de setembre finalment rebé l'orde que l'autoritzava a atacar la navegació aliada. Quatre dies després, l'Arado de l'Admiral Graf Spee descobrí i enfonsà un mercant, el vapor Clement, de 5.051 tones; Langsdorff ordenà que es llancés un senyal de distracció cap a l'estació naval de Pernambuco per assegurar el rescat de la tripulació del vaixell, que s'havia embarcat a bord dels bots salvavides. L'Almirallat britànic immediatament llançà una alerta a la marina mercant que hi havia un corsari alemany de superfície a la zona.
El 5 d'octubre, les marines britànica i francesa formaren 8 grups per caçar l'Admiral Graf Spee a l'Atlàntic Sud. Els portaavions britànics HMS Hermes, Eagle i Ark Royal i el francès Béarn, el creuer de batalla britànic Renown i els cuirassats francesos Dunkerque i Strasbourg i 16 creuers van ser enviats a la recerca. La Força G, comandada pel Comodor Henry Harwood i assignada a la costa est de Sud-amèrica, formada pels creuers Cumberland i Exeter, sent reforçada pels creuers lleugers Ajax i Achilles; destacant el Cumberland a patrullar la zona davant les Illes Malvines, mentre que la resta de creuers patrullaven davant del riu de la Plata.
El mateix dia, mentre que es formaven els grups de cacera anglo-franceses, l'Admiral Graf Spee capturà el vapor Newton Beech. Dos dies després, trobà i enfonsà el mercant Ashlea. El 8 d'octubre, l'endemà, enfonsà el Newton Beech, que Langsdorff havia estat emprant per tenir-hi els presoners. El Newton Beech era massa lent per mantenir el ritme de l'Admiral Graf Spee, de manera que els presoners van ser traslladats al creuer. El 10 d'octubre capturà el vapor Huntsman, el capità del capità no va enviar un senyal de socors fins al darrer moment, car l'havia identificat erròniament com un vaixell francès. Incapaç d'acomodar la tripulació del Huntsman, l'Admiral Graf Spee es dirigí cap a un punt de trobada amb la seva presa. El 15 d'octubre, l'Admiral Graf Spee es reuní amb l'Altmark per carregar combustible i transferir presoners; el matí següent, el Huntsman es reuní amb els altres dos vaixells. Els presoners a bord del Huntsman van ser transferits a bord de l'Altmark i Langsdorff enfonsà el Huntsman la nit del 17 d'octubre.

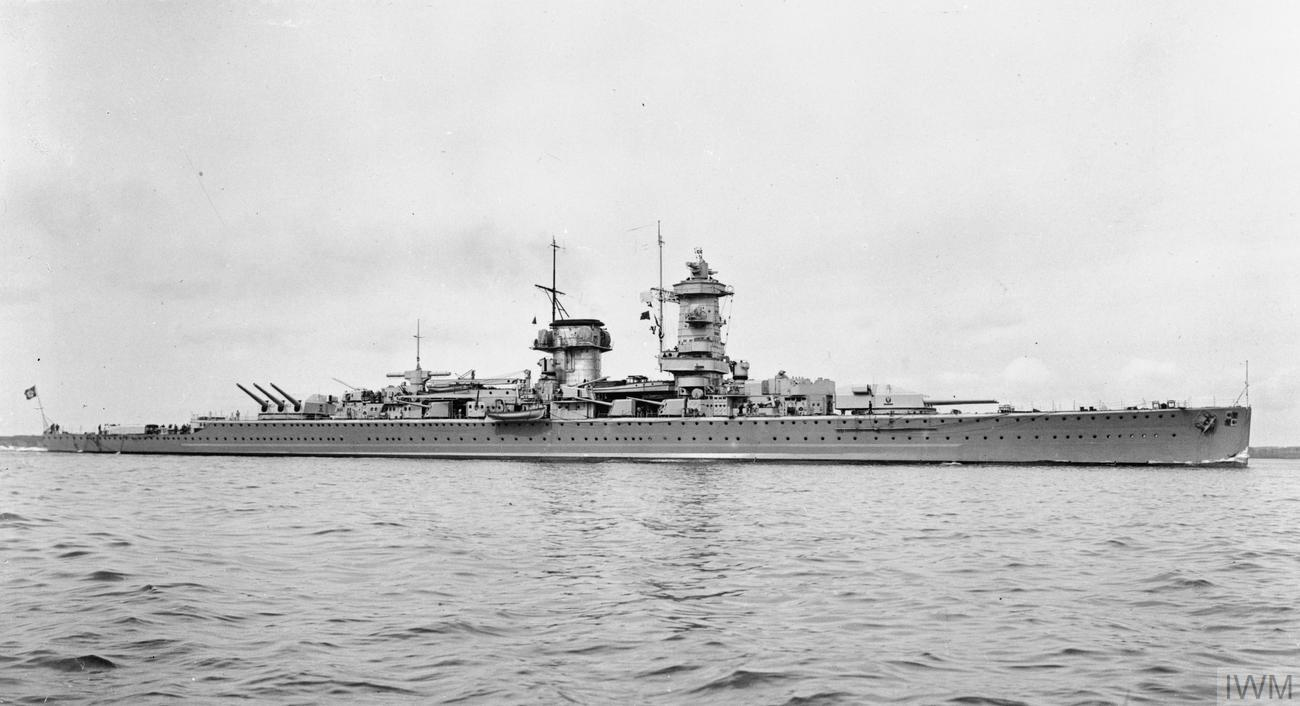
L'Admiral Graf Spee abans de la guerra.

El 22 d'octubre, l'Admiral Graf Spee trobà i enfonsà el vapor. A finals d'octubre, Langsdorff navegà per l'oceà Índic al sud de Madagascar. El propòsit era distreure els vaixells de guerra aliats de l'Atlàntic Sud, i per confondre els Aliats sobre les seves intencions. En aquells moments, l'Admiral Graf Spee havia navegat unes 30.000 milles nàutiques, i li calia una repassada del motor. El 15 de novembre enfonsà el petroler Africa Shell i, l'endemà, aturà un vapor holandès no identificat, tot i que no l'enfonsà. L'Admiral Graf Spee tornà a l'Atlàntic entre el 17 i el 26 de novembre per carregar combustible de l'Altmark. Mentre que carregava subministrament, la tripulació de l'Admiral Graf Spee construí una torreta de canons sobre el seu pont i erigí una segona xemeneia falsa darrere la catapulta per alterar la seva silueta de manera significativa per tal de confondre els vaixells aliats sobre la seva identitat real.
L'hidroavió Arado de l'Admiral Graf Spee localitzà el mercant Doric Star: Langsforff disparà una salva sobre el casc per aturar-lo. El Doric Star va poder enviar un senyal de socors abans de ser enfonsat, la qual cosa comportà que Harwood enviés els seus tres creuers cap a la desembocadura del riu de la Plata, que estimava que seria el proper destí de Langsdorff. La nit del 5 de desembre, l'Admiral Graf Spee enfonsà el vapor Tairoa. L'endemà, es trobà amb l'Altmark i li lliurà 140 presoners del Doric Star i del Tairoa. L'Admiral Graf Spee es trobà amb la seva darrera víctima el vespre del 7 de desembre: el mercant Streonshalh. Allà trobaren documents que contenien informació sobre les rutes de navegació. Basant-se en aquesta informació, Langsdorff decidí posar proa cap a Montevideo. L'11 de desembre l'Arado s'espatllà i no podia ser reparat, de manera de va ser llançat per la borda. El camuflatge del vaixell també va ser retirat, assumint que el vaixell podria entrar en batalla.
Entre setembre i desembre de 1939, l'Admiral Graf Spee havia enfonsat 9 mercants a l'Atlàntic Sud i a l'Índic. Langsdorff se cenyí estrictament a les normes militars relatives a l'atac a mercants, respectant les tripulacions dels vaixells atacades: no es va perdre cap vida en cap dels enfonsaments. La major part de les tripulacions van ser transferides a bord de l'Altmark. Posteriorment, 299 membres de les tripulacions dels mercants atacats van ser alliberats a les aigües territorials de Noruega, llavors neutral, pel destructor britànic HMS Cossack (en el que es coneix com l'incident de l'Altmark). Cal destacar que els presoners van ser tractats amb consideració per part de Langsdorff, i que més tard aquests mateixos tornaren les atencions quan van desembarcar a Montevideo acompanyant les restes dels caiguts en combat a la comitiva fúnebre.

### La cacera
Com a resultat de la transmissió del missatge del Doric Star, dues de les nou esquadres britàniques van caure sobre el punt on havia estat atacat: el Grup H format pels creuers Sussex i Shropshire i, sobretot, el "Grup K", amb el creuer de batalla Renown i el portaavions Ark Royal. Per fortuna per a ell, l'Admiral Graf Spee havia abandonat la zona de l'atac.
Malgrat tot, Langsdorff s'equivocà quan va suposar que tots els vaixells confluirien a la zona de l'atac. El comodor Harwood, cap del Grup G, no pensà en absolut apartar les seves naus de la zona assignada; el formaven els creuers Cumberland, Exeter, Ajax i Achilles, fondejats davant del riu de la Plata.
A la matinada del 13 de desembre, l'Admiral Graf Spee s'apropà a 150 milles de la costa brasilera, posant a continuació proa al sud-oest per allunyar-se a velocitat de creuer. Es proposava tallar la ruta dels vaixells comercials que arribaven a Buenos Aires i Montevideo des del nord-est i l'est. Feia mitja hora que havia sortit el sol quan el vigia de l'Admiral Graf Spee alertà «Remats de pals a proa!».

### La batalla del riu de la Plata
A les 05:30 del matí del 13 de desembre els vigies descobriren un parell de pals a l'horitzó. Langsdorff assumí que seria l'escorta d'un comboi mencionat als documents recuperats del Tairoa. A les 05:52, però, el vaixell va ser identificat com el HMS Exeter (inferior al cuirassat alemany només en el calibre dels seus canons: 6 peces de 203mm contra 6 de 280mm); anava acompanyat per un parell de vaixells de guerra menors, que inicialment van creure que eren destructors però que ràpidament els identificaren com a creuers classe Leander (disposant entre tots de 16 canons de 152mm). Langsdorff decidí no fugir dels vaixells britànics, i ordenà que la seva tripulació ocupés les posicions de combat i que s'apropés a tota velocitat. A les 06:08, els britànics descobriren l'Admiral Graf Spee; el comandant de la força, comodor Harwood dividí la seva flota per dispersar el foc dels canons de 28cm de l'Admiral Graf Spee. El vaixell alemany obrí foc amb la seva bateria principal contra l'Exeter i els canons secundaris contra l'Ajax a les 06:17 a una distància de 15.000m. A les 06:20 l'Exeter tornà el foc, seguit per l'Ajax a les 06:21 i l'Achiles a les 06:24. En l'interval de trenta minuts havia tocat tres vegades, destruint-li el pont i la catapulta d'avions i malmetent-li les dues torretes de proa, a més d'iniciar diversos incendis. L'Ajax i l'Achiles. S'aproparen a per treure pressió sobre l'Exeter. Pel seu costat, l'Admiral Graf Spee tenia destruïda la cuina, així com tota la xarxa d'aigua potable de la nau. A més, rebé impactes al compartiment dels torpedes, s'espatllà el seti de direcció de foc antiaeri i alguns camarots quedaren destruïts.
Langsdorff cregué que els dos creuers lleugers anaven a llançar un atac de torpedes, de manera que es retirà sota una cortina de fum. El respir permeté a l'Exeter retirar-se de l'acció; però ara, només una de les seves torretes d'artilleria estava en acció, i tenia 61 tripulants morts i 23 de ferits., havent rebut més de 100 projectils en menys d'una hora. Cap a les 07:00 l'Exeter tornà al combat, disparant des de la torreta de popa. L'Admiral Graf Spee disparà de nou contra ell, i després d'aconseguir nous impactes, obligant a l'Exeter a retirar-se de nou, aquest cop per dirigir-se port. A les 07:25 l'Admiral Graf Spee aconseguí un impacte sobre l'Ajax, que destruí les seves torretes de popa. Ambdós bàndols abandonaren l'acció: l'Admiral Graf Spee retirant-se cap a l'estuari del riu de la Plata, mentre que els creuers de Harwood es mantenien a distància per observar qualsevol intent de sortida. En el transcurs del combat, havia rebut aproximadament 70 impactes, 36 homes havien mort i 60 més estaven ferits, entre ells el mateix Langsdorff, que havia estat ferit en dues ocasions per estelles mentre que es trobava al pont obert.
Després de sortir del radi d'acció dels canons de 280mm del cuirassat, el comodor Harwood decidí seguir al cuirassat, tractant de no perdre'l de vista.

### El final

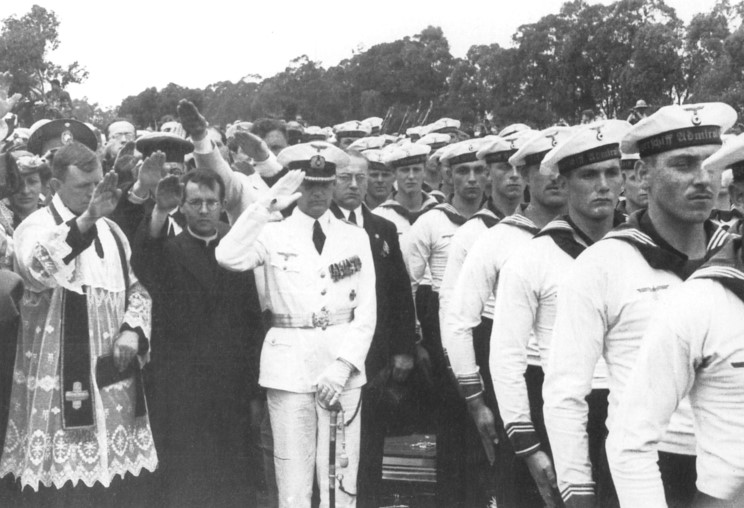
El capità Langsdorff, amb uniforme blanc, a l'enterrament dels seus homes a Montevideo

De resultes dels danys de la batalla i les baixes, Langsdorff decidí anar cap a Montevideo, on es podrien efectuar les reparacions i els homes ferits podrien ser evacuats del vaixell. La majoria dels impactes obtinguts pels vaixells britànics només causaren danys estructurals menors i superficials, però la planta de purificació de petroli, necessària per preparar el combustible pel motor, estava destruïda. La seva planta dessalinitzadora també estava destruïda, de manera que augmentava la dificultat de tornar a Alemanya. Un impacte al casc també havia afectat la seva navegabilitat a les dures aigües de l'Atlàntic nord. A més, havia fet servir gran part de la seva reserva de munició en el combat contra els creuers de Harwood.
Després d'arribar a port, els homes ferits van ser portats a hospitals locals i els morts van ser enterrats amb tots els honors militars. Els mariners aliats presoners que encara es trobaven a bord van ser alliberats, acompanyant voluntàriament als caiguts a la processó fúnebre cap al cementiri. S'esperava que es trigarien dues setmanes per realitzar les reparacions necessàries.; però el govern uruguaià, d'acord amb els usos marítims en temps de guerra, li concedí només un termini d'estança i refugi al port de només 72 hores, que havia d'emprar per a la reparació de la nau amb els seus propis mitjans o ser internats. La intel·ligència naval britànica treballà per convèncer a Langsforff que grans forces navals s'estaven concentrant per destruir el seu vaixell si provava de sortir del port. L'Almirallat va emetre una sèrie de missatges en freqüències que sabia que serien interceptades per la intel·ligència alemanya. Les unitats pesants més properes, el portaavions HMS Ark Royal i el creuer de batalla HMS Renown estaven a 2.500 milles (4.600 km), massa lluny com per poder intervenir en la situació. Creient els informes britànics, Langsdorff discutí les seves opcions amb els comandants de Berlín, les quals eren intentar abandonar el port i buscar refugi a Buenos Aires, on el govern de l'Argentina hauria internat el vaixell, o barrenar-lo a l'estuari de la Plata.
Langsdorff envià un telegrama a l'Oberkommando der Marine a Berlín on concloïa que:
| «                       | En proposo avançar fins al límit de les aigües jurisdiccionals. Si és possible obrir-me pas fins a Buenos Aires, combatre amb la resta de la munició. En cas que aquesta temptativa comportés la certa destrucció del Graff Spee sense proporcionar-li l'oportunitat de causar danys a l'enemic, pregunto si ha d'enfonsar-se el navili a l'estuari de la Plata, tot i que el fons és insuficient, o si s'ha de permetre el seu internament. | » |
| — Comandant Graff Spee. | |   |

La resposta del Großadmiral Raeder deixava pràcticament llibertat d'acció absoluta a Langsdorff, llevat del que fa a ser internats a Montevideo. La darrera frase deia:
| «        | Procuri que la destrucció sigui total si es veu obligat a enfonsar el seu vaixell. | » |
| — Raeder |                                                                                    |   |

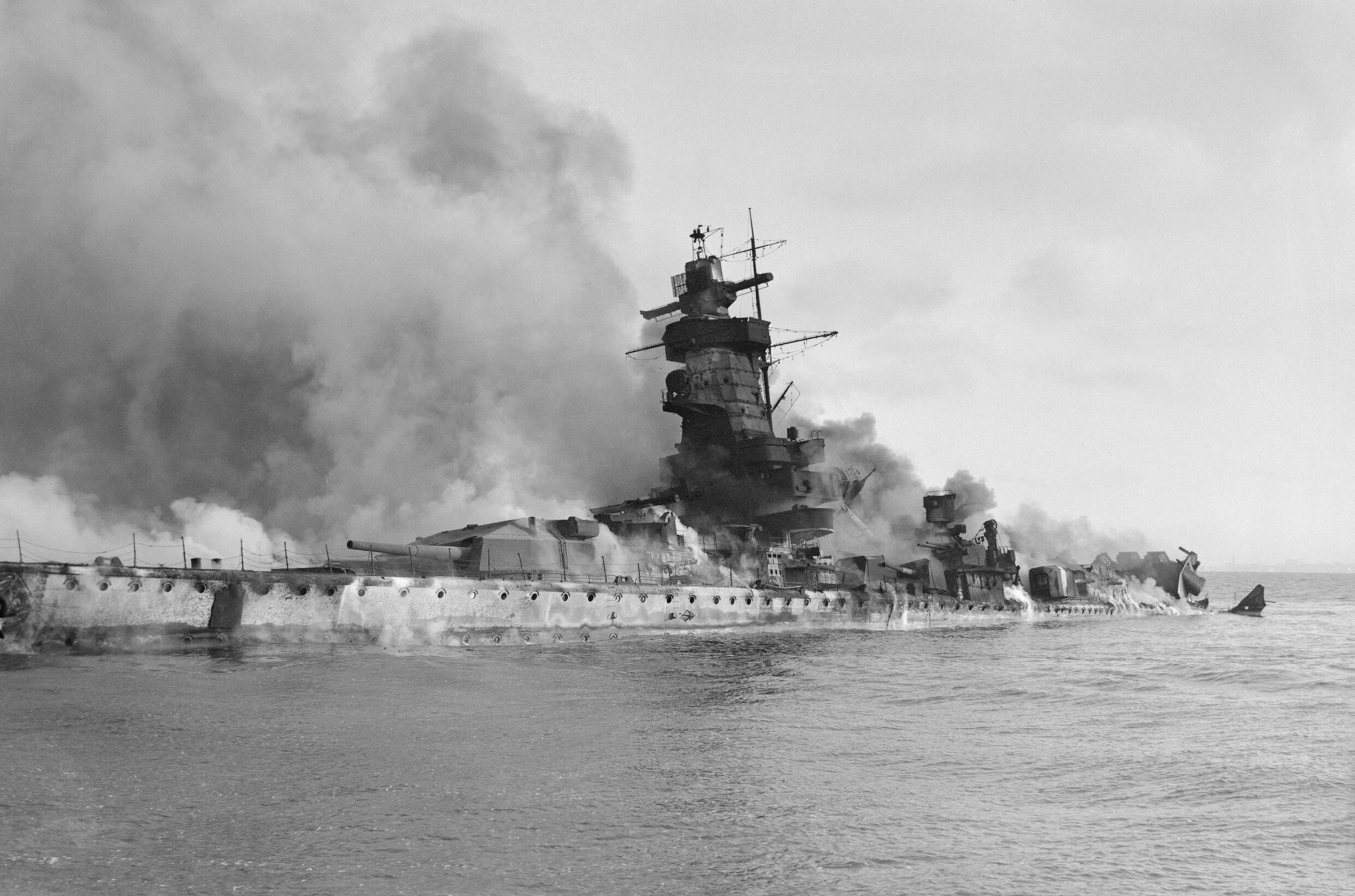
L'Admiral Graf Spee en flames mentre s'enfonsava.

Langsdorff no volia sacrificar les vides de la seva tripulació, de manera que decidí barrinar el vaixell. Sabia que, tot i que l'Uruguai era neutral, el seu govern es mostrava inclinat cap als britànics, i que si permetia que el seu vaixell fos internat, la Marina uruguaiana permetria accedir-hi als oficials d'intel·ligència britànics. El 17 de desembre de 1939, Langsforff ordenà la destrucció de tot l'equip important a bord del vaixell. La munició que quedava va ser repartida pel vaixell per tal de barrenar-lo. L'endemà, l'Admiral Graf Spee, amb només Langsdorff i 40 homes més a bord, avançà cap a la rada per ser destruït. Unes 20.000 persones estaven mirant-ho des del port, esperant que es produís el combat naval. La tripulació va passar a bord d'un vapor argentí i a les 19:55, una columna de flames aparegué de sobte de l'Admiral Graf Spee, escoltant-se una forta explosió a continuació. Finalment, s'enfonsà a les 20:55. Les explosions de les municions crearen grans flames i una densa fumera que va amagar el vaixell.
D'acord amb les instruccions de Raeder en la seva darrera comunicació a Langsdorff, el vaixell havia estat completament destruït. Prèviament, Langsdorff havia preparat el traspàs de la seva tripulació cap a Buenos Aires, on seria internada. El 19 de desembre tornà a dirigir-se als seus homes, acabant dient que:
| «                                    | Segurament l'opinió pública discutirà durant molt de temps a fi d'esbrinar si estàvem equivocats o teníem raó en destruir el nostre vaixell; si no hagués sigut més heroic oferir de nou combat a l'enemic i que aquest finalitzés amb la mort dels mariners. Ho hauríem fet sense dir ni un mot i alegrement. Per part meva facilitaré la prova que això no ha estat per manca de valor personal | » |
| — Discurs del capità Hans Langsdorff | |   |

Més de 500 dels tripulants del Graff Spee van ser traslladats a Buenos Aires. Tant a Buenos Aires com a Montevideo, uns 200 oficials van ser deixats en llibertat, aconseguint fugir a Alemanya, on reingressaren a la Kriegsmarine, mentre que els mariners van ser internats en casernes militars. La impossibilitat d'assegurar la seva residència a Montevideo motivà que el Poder Executiu el 1942, amb vigència 1943, disposés el trasllat a Sarandí del Yi (a la Caserna de Prado del Rey) de 96 mariners de la tripulació del Graff Spee i del Tacoma, destinant-se a diversos efectius de la II Regió Militar per vigilar-los. Van estar-se allà fins al seu trasllat a Montevideo i repatriació a Alemanya el 1946.
Nombrosos objectes del Graff Spee es troben al museu de a Caserna Paso del Rey de Sarandí del Yi, al departament de Durazno, a l'Uruguai.
El 20 de desembre de 1939, vestit amb l'uniforme complet i estirat sobre la bandera de batalla del vaixell, Langsdorff se suïcidà a l'Hotel d'Immigrants de Buenos Aires. A finals de gener de 1940, el creuer USS Helena, dels encara neutrals Estats Units, arribà a Montevideo. La seva tripulació va poder visitar les restes de l'Admiral Graf Spee. Els estatunidencs es trobaren amb els mariners alemanys, que encara es trobaven a Montevideo. In Les restes s'enfonsaren in situ parcialment el 1942-43, tot i que parts del vaixell encara són visibles actualment, car el vaixell descansa a una fondària de només 11 metres.

### Després de la batalla

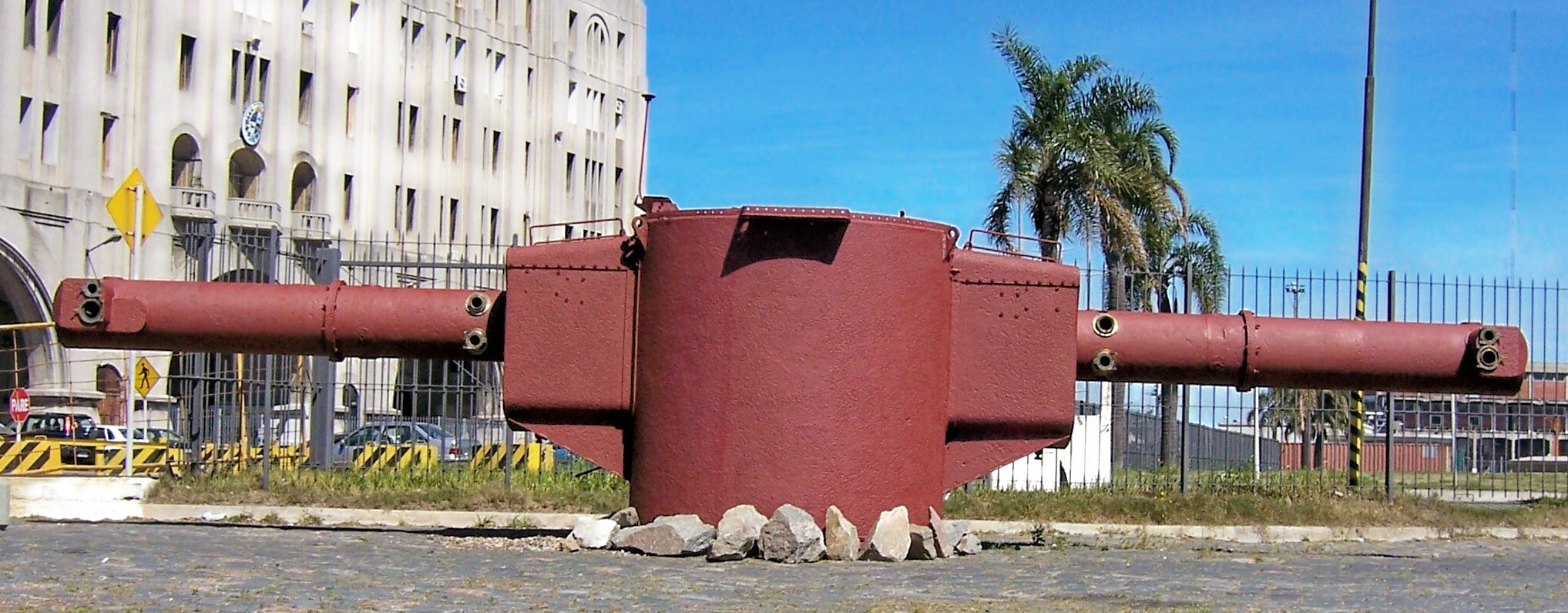
Telèmetre del Graf Spee, exhibit al port de Montevideo.

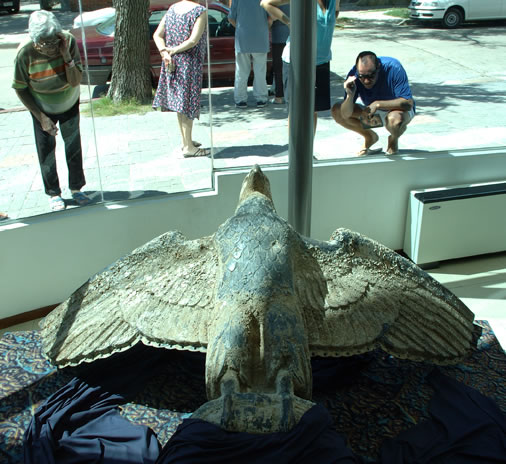
Figura de l'àguila amb l'esvàstica emprada pel Graf Spee a popa.

Els britànics compraren al govern alemany els drets de salvament per 14.000 lliures, fent servir una empresa d'enginyeria de Montevideo com a pantalla. Els britànics havien estat sorpresos per com d'acurats havien estat els trets i esperaven trobar un radar, no quedant pas decebuts. Van emprar aquell coneixement adquirit per desenvolupar contramesures sota la direcció de Fred Hoyle, dins del projecte del radar britànic. L'almirallat, però, es lamentà per la gran quantitat de diners pagada pels drets.
El 1997, un dels canons secundaris del Graff Spee de 105m va ser rescatat, reparat i actualment s'exhibeix al Museu Naval d'Uruguai, a Montevideo.
Al febrer del 2004, un equip de rescat uruguaià dirigit per Héctor Bado i assessorat pel Doctor Mensun Bound, de la Universitat d'Oxford, comenà a treballar al derelicte de l'Admiral Graf Spee. L'operació és parcialment finançada pel govern uruguaià, juntament amb una sèrie d'empreses, alguna d'elles alemanya, car el vaixell constitueix un perill per a la navegació. El 25 de febrer es va extraure la primera peça de mida significativa: el dispositiu de punteria de la nau, el telèmetre de cofa de 27 tones.
Les restes es troben enfonsades en una única peça al fang, i s'ha estudiat rescatar-lo mitjançant el sistema de piscina. L'equip de rescat pensa des de fa un temps la idea de reflotar-lo; una empresa que s'estima tindrà un cost de 24 milions d'euros. Molts veterans no ho aproven, car es considera un monument històric submarí que cal respectar. Un d'ells, Hans Eupel, antic mecànic especialista en torpedes, afegí que «és una bogeria, massa car i sense sentit. També és perillós, car una de les tres càrregues que vam posar no va explotar.» Es diu que els rumors d'explosius actius escampats pel vaixell són una forma d'aturar l'extracció de les restes.
El 10 de febrer del 2006, la gran àliga de bronze amb una corona de fulls de roure emmarcant l'esvàstica que adornava la popa de l'Admiral Graf Spee, de 400kg de pes, 2 metres d'alçada i 2,6 de longitud, va ser rescatada. Es va exposar a l'Hotel Palladium de Montevideo.

## Comandants
- Kapitän zur See Conrad Patzig: 6 de gener de 1936.
- Kapitän zur See Walter Warzecha: 2 d'octubre de 1937.
- Kapitän zur See Hans Langsdorff: 1 de novembre de 1938.